# Tatum Brown
Tatum J. Brown (Washington, 13 luglio 1978) è un'ex cestista statunitense naturalizzata ruandese.

## Carriera
Con il Ruanda ha disputato i Campionati africani del 2009.